# Curling vid olympiska vinterspelen
Redan vid de första olympiska vinterspelen 1924 var curling en del av det officiella tävlingsprogrammet, men försvann sedan från det olympiska programmet. Först vid de olympiska vinterspelen 1998 i Nagano återkom grenen. Till skillnad från 1924 finns det sedan 1998 även en klass för kvinnor.
Under perioden mellan 1924 och 1998 hölls sammanlagt tre uppvisningstävlingar. I de olympiska vinterspelen 1932 deltog endast nordamerikanska lag och sedan dröjde det till de olympiska vinterspelen 1988 innan uppvisningstävlingarna återkom, denna gång både för herrar och damer. Innan curling officiellt kom tillbaka till det olympiska programmet hölls ännu en uppvisningstävling vid de olympiska vinterspelen 1992.
Vid olympiska vinterspelen 2018 har mixed dubbel – mixade tvåmannalag herr/dam – tillkommit som en ny gren.

## Placeringar
| Lag             | 1924 | 1998 | 2002 | 2006 | 2010 | 2014 | 2018 | Totalt |
| --------------- | ---- | ---- | ---- | ---- | ---- | ---- | ---- | ------ |
| Danmark         | –    | –    | 7    | –    | 9    | 6    | 10   | 4      |
| Finland         | –    | –    | 5    | 2    | –    | –    | –    | 2      |
| Frankrike       | 3    | –    | 10   | –    | 7    | –    | –    | 3      |
| Italien         | –    | –    | –    | 7    | –    | –    | 9    | 2      |
| Japan           | –    | 5    | –    | –    | –    | –    | 8    | 2      |
| Kanada          | –    | 2    | 2    | 1    | 1    | 1    | 4    | 6      |
| Kina            | –    | –    | –    | –    | 8    | 4    | –    | 2      |
| Norge           | –    | 3    | 1    | 5    | 2    | 5    | 6    | 6      |
| Nya Zeeland     | –    | –    | –    | 10   | –    | –    | –    | 1      |
| Ryssland        | –    | –    | –    | –    | –    | 7    | –    | 1      |
| Schweiz         | –    | 1    | 3    | 5    | 3    | 8    | 3    | 6      |
| Storbritannien  | 1    | 7    | 7    | 4    | 5    | 2    | 5    | 7      |
| Sverige         | 2    | 6    | 4    | 8    | 4    | 3    | 2    | 7      |
| Sydkorea        | –    | –    | –    | –    | –    | –    | 7    | 1      |
| Tyskland        | –    | 8    | 6    | 8    | 6    | 10   | –    | 5      |
| USA             | –    | 4    | 7    | 3    | 10   | 9    | 1    | 6      |
| Antal deltagare | 3    | 8    | 10   | 10   | 10   | 10   | 10   |        |

| Lag                               | 1998 | 2002 | 2006 | 2010 | 2014 | 2018 | Totalt |
| --------------------------------- | ---- | ---- | ---- | ---- | ---- | ---- | ------ |
| Danmark                           | 2    | 9    | 8    | 5    | 6    | 10   | 6      |
| Italien                           | –    | –    | 10   | –    | –    | –    | 1      |
| Japan                             | 5    | 8    | 7    | 6    | 5    | 3    | 6      |
| Kanada                            | 1    | 3    | 3    | 2    | 1    | 6    | 6      |
| Kina                              | –    | –    | –    | 3    | 7    | 5    | 2      |
| Norge                             | 5    | 7    | 4    | –    | –    | –    | 3      |
| Olympiska idrottare från Ryssland | –    | –    | –    | –    | –    | 9    | 1      |
| Ryssland                          | –    | 10   | 5    | 6    | 9    | –    | 4      |
| Schweiz                           | –    | 2    | 2    | 4    | 4    | 7    | 5      |
| Storbritannien                    | 4    | 1    | 5    | 6    | 3    | 4    | 6      |
| Sverige                           | 3    | 6    | 1    | 1    | 2    | 1    | 6      |
| Sydkorea                          | –    | –    | –    | –    | 8    | 2    | 2      |
| Tyskland                          | 8    | 5    | –    | 6    | –    | –    | 3      |
| USA                               | 5    | 4    | 8    | 10   | 10   | 8    | 6      |
| Antal deltagare                   | 8    | 10   | 10   | 10   | 10   | 10   |        |

| Lag                               | 2018 | Totalt |
| --------------------------------- | ---- | ------ |
| Finland                           | 7    | 1      |
| Kanada                            | 1    | 1      |
| Kina                              | 4    | 1      |
| Norge                             | 3    | 1      |
| Olympiska idrottare från Ryssland | DSQ  | 1      |
| Schweiz                           | 2    | 1      |
| Sydkorea                          | 5    | 1      |
| USA                               | 6    | 1      |
| Antal deltagare                   | 8    |        |

## Medaljtabell
| Pl.    | Nation         | Guld | Silver | Brons | Totalt |
| ------ | -------------- | ---- | ------ | ----- | ------ |
| 1      | Kanada         | 6    | 3      | 3     | 12     |
| 2      | Sverige        | 4    | 3      | 3     | 10     |
| 3      | Storbritannien | 3    | 2      | 1     | 6      |
| 4      | Schweiz        | 1    | 3      | 3     | 7      |
| 5      | Norge          | 1    | 1      | 2     | 4      |
| 6      | USA            | 1    | 0      | 1     | 2      |
| 7      | Danmark        | 0    | 1      | 0     | 1      |
| 7      | Finland        | 0    | 1      | 0     | 1      |
| 7      | Sydkorea       | 0    | 2      | 0     | 2      |
| 10     | Frankrike      | 0    | 0      | 1     | 1      |
| 10     | Japan          | 0    | 0      | 1     | 1      |
| 10     | Kina           | 0    | 0      | 1     | 1      |
| Totalt | Totalt         | 14   | 14     | 14    | 42     |